# Kamienna Góra (Lubań)
Kamienna Góra (niem. Steinberg, prasłow. Kamienna Kopka) – wzgórze w Lubaniu, o wysokości 283,5 m n.p.m. Należy do pasma Wzgórz Zalipańskich. Zbudowane jest ze skał bazaltowych, głównie nefelinitu. Wzniesienie Jest pozostałością trzeciorzędowych wulkanów. 

## Historia
Pomimo że Kamienna Góra jest powszechnie znana jako wzgórze zbudowane z bazaltów, najgłębiej znajdują się jeszcze starsze skały, sprzed działalności wulkanicznej. Badania podają, że skały mogą być konkretnie nefelinitami lub bazanitami, należącymi do bazaltoidów.
W okresie trzeciorzędu miały miejsce ruchy górotwórcze, które uformowały dzisiejsze Sudety. Wtedy w regionie powstało wiele uskoków tektonicznych, z których migrowała magma zasadowa. Wówczas lawa zalała powierzchnię lądu. Zastygła ona w późnym oligocenie. Kopuła bazaltowa ma grubość około 30 metrów.
Wówczas Kamienna Góra była sporym wzniesieniem jednak m.in. przez erozję osiągnęła obecną wysokość.

## Park na Kamiennej Górze
Na szczycie wzgórza pośród bazaltowych kamieniołomów w II poł. XIX wieku założono 14-hektarowy park.
Można w nim spotkać takie formy geologiczne, jak bomby wulkaniczne czy słupy bazaltowe o wysokości 10–15 metrów. W parku znajdują się również liczne pomniki przyrody, m.in. jesion wyniosły "Herman" o obwodzie 298 cm oraz klon jawor "Franciszek" o obwodzie 281 cm. W parku znajduje się amfiteatr oraz tzw. Dom Górski (obecnie Zameczek, siedziba Szkoły Muzycznej I stopnia im. Oskara Kolberga w Lubaniu) z 1824 roku przebudowany w 1909 roku.
Na terenie parku wytyczono ścieżki dydaktyczne Szlakiem Wygasłych Wulkanów i Szlakiem Pomników Przyrody Ożywionej.

## Dom Górski

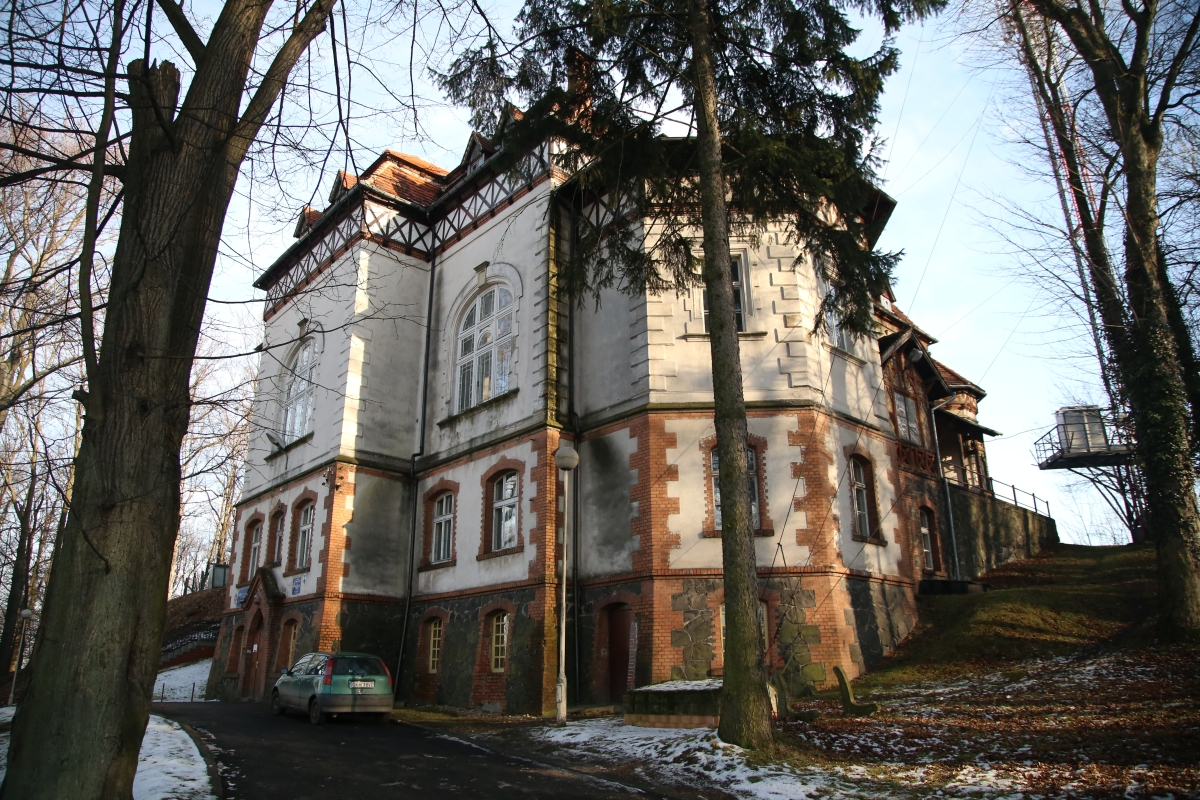
Zameczek - siedziba PSM I stopnia w Lubaniu.

Po wojnach napoleońskich, gdy wzgórze trafiło w ręce Prus, popularne wśród mieszkańców Lubania stały się spacery na Kamienną Górę. Z tego powodu w 1823 roku Benjamin Gottlieb Kirchhof, jeden z rajców miejskich i piekarz przedstawił projekt budowy gospody, która służyłaby mieszkańcom. Propozycja budowy została zatwierdzona 14 maja 1824 roku. Po zbudowaniu w 1825 budynek określano również nazwą Gesellschaftshaus (pol. Dom Towarzystwa).
Od początku istnienia Zameczku zdecydowano, że nigdy nie będzie na sprzedaż i że ma być dobrem wspólnym społeczności lokalnej. Dokładnej daty uroczystego otwarcia, na którym zebrało się dużo mieszkańców miasta nie znamy, według kronik miało ono miejsce od 20 lub 23 maja. Budynek traktowano jako wspólny do 2008 roku, gdy burmistrz Konrad Rowiński zaproponował przekazanie budynku Starostwu Powiatowemu (od 1992 roku funkcjonuje tam Szkoła Muzyczna, jednak jako użytkownik).
W XIX wieku budynek traktowano też jako gospodę strzelców.
W 1862 roku burmistrz miasta zlecił wykonanie koncepcji przebudowy Domu Górskiego, gdyż budynek niezbyt się wyróżniał.

## Podziemia Kamiennej Góry
Podczas II wojny światowej pod Kamienną Górą wybudowano schron przeciwlotniczy oraz, prawdopodobnie, szpital polowy. Jego istnienie odkryto w 2011 roku. Łączną długość wydrążonych chodników ocenia się na 1000 metrów, położone są 20 do 30 m pod ziemią. 10 marca 2018 roku grupa eksploracyjna dokonała kilka odwiertów, które potwierdziły istnienie podziemnych korytarzy. Są one częściowo zalane.
U podnóża Kamiennej Góry znajduje się cmentarz żołnierzy polskich i radzieckich, którzy polegli podczas walk o wyzwolenie miasta w 1945 roku.

## Kamieniołomy
Już w średniowieczu pozyskiwany ze zboczy Kamiennej Góry bazalt był cenionym budulcem. Z niego wybudowano m.in. mury obronne Lubania, wieżę Bracką oraz Dom Solny. Wiadomo, że w 1782 roku funkcjonowały dwa kamieniołomy. Eksploatację zachodniego zakończono prawdopodobnie po wybudowaniu Domu Górskiego w 1824 roku. Drugi powstał prawdopodobnie dopiero w XVIII wieku, a bazalt wydobywano w nim jeszcze na początku XX wieku. 